# Campionato asiatico maschile di pallamano 1977
Il Campionato asiatico maschile di pallamano 1977 è stata la prima edizione del torneo organizzato dalla Asian Handball Federation e rivolto a nazionali asiatiche di pallamano maschile. Il torneo si è svolto dal 26 marzo al 4 aprile 1977 in Kuwait, ospitato nella città di Al Kuwait.
Il torneo ha visto l'affermazione della nazionale del Giappone.

## Squadre partecipanti
- Giappone
- Arabia Saudita
- Kuwait
- Palestina
- Emirati Arabi Uniti
- Corea del Sud
- Cina
- Iraq
- Bahrein

## Podio
| Pos. | Squadra       |
| ---- | ------------- |
| 1°   | Giappone      |
| 2°   | Corea del Sud |
| 3°   | Cina          |